# Muʿaddamiyyat asch-Scham

Giftgasangriff auf Ghuta

Muʿaddamiyyat asch-Scham, aber auch unter den Schreibweisen Moudamieh und Muadamia bekannt, (arabisch معضمية الشام, DMG Muʿaḍḍamīyat aš-Šām, auch المعضمية / al-Muʿaḍḍamīya) ist eine syrische Stadt im Gouvernement Rif Dimaschq.
Der Ort befindet sich rund 10 Kilometer südwestlich von Damaskus in der Region Ghuta. Der östlich gelegene Nachbarort ist Darayya. Während des Bürgerkriegs in Syrien war die Stadt mehrfach Schauplatz heftiger Gefechte. Seit 2013 ist die Stadt von den syrischen Streitkräften eingekesselt. Am 1. Juni 2016 erreichte ein Hilfskonvoi mit 26 Lastwagen den Ort.